# Crizbav
Crizbav (en allemand: Krebsbach, en hongrois: Rácospatak) est une commune roumaine du județ de Brașov, dans la région historique de Transylvanie. Elle est composée des deux villages suivants :
- Crizbav, siège de la commune
- Cutuș

## Localisation
Crizbav est située dans la partie centre-est du comté de Brașov (à 26 km du centre-ville de Brașov), dans la région historique du Pays de la Bârsa.

## Monuments et lieux touristiques
- Site archéologique La Cetate (donjon XIIe siècle) de Crizbav[2]
- Réserve naturelle Dumbrăvița (aire protégée avec une superficie de 414 ha)

## Liens externes

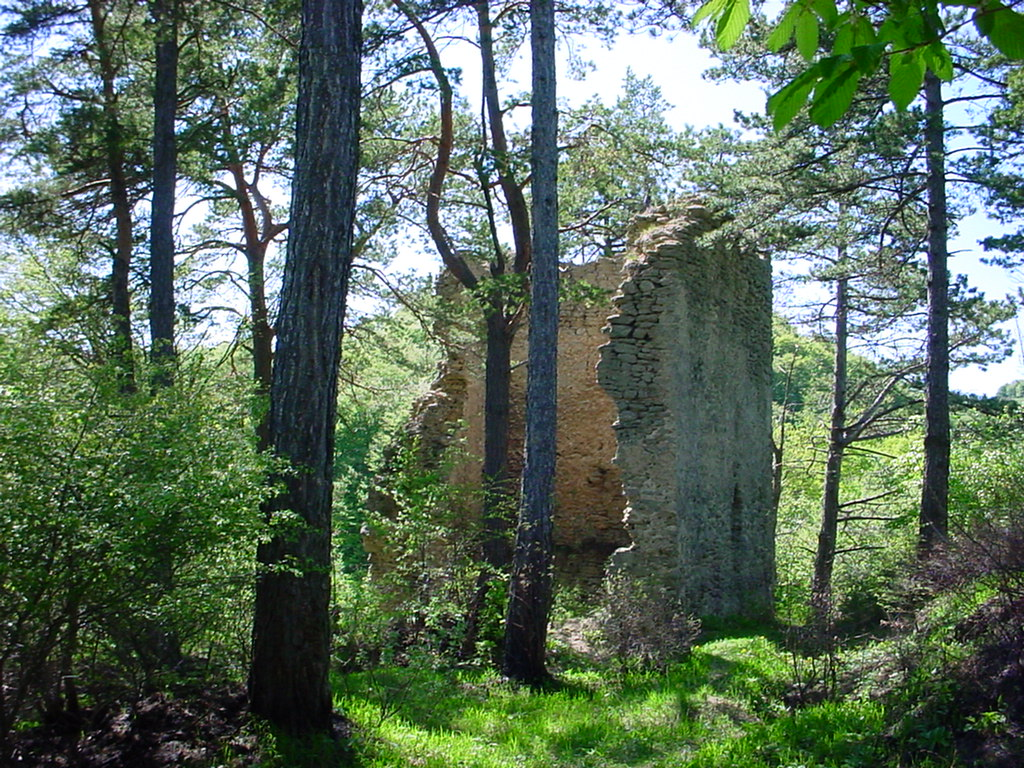
Site archéologique La Cetate